# Спортивная гимнастика на летних Олимпийских играх 2008 — разновысокие брусья
Соревнования на разновысоких брусьях среди женщин на летних Олимпийских играх 2008 года состоялись в Государственном дворце спорта Пекина 18 августа. В соревнованиях участвовали 8 гимнасток (не более двух от одной страны). У каждой гимнастки было только одно выступление.
Чемпионкой стала китаянка Хэ Кэсинь, которая при равенстве баллов с американкой Настей Люкин только по дополнительным показателям обошла её и завоевала золотую медаль, отправив Люкин на второе место, а ещё одна китаянка Ян Илинь стала бронзовым призёром. Россиянка Ксения Семёнова, чемпионка мира 2007 года в этой дисциплине, заняла только 6-е место, а 5-е и 8-е места достались представительницам Украины — Анастасии Коваль и Дарине Згобе, причём Згоба в середине выступления соскочила со снаряда и получила штраф, лишивший её шансов борьбы за олимпийскую медаль.

## Результаты
| Место | Спортсменка            | База  | За технику | Штраф | Итог   |
| ----- | ---------------------- | ----- | ---------- | ----- | ------ |
| 1     | Хэ Кэсинь (CHN)        | 7.700 | 9.025      | -     | 16.725 |
| 2     | Настя Люкин (USA)      | 7.700 | 9.025      | -     | 16.725 |
| 3     | Ян Илинь (CHN)         | 7.700 | 8.950      | -     | 16.650 |
| 4     | Бет Твиддл (GBR)       | 7.800 | 8.825      | -     | 16.625 |
| 5     | Анастасия Коваль (UKR) | 7.300 | 9.075      | -     | 16.375 |
| 6     | Ксения Семёнова (RUS)  | 7.400 | 8.925      | -     | 16.325 |
| 7     | Стельяна Нистор (ROU)  | 7.000 | 8.575      | -     | 15.575 |
| 8     | Дарина Згоба (UKR)     | 7.100 | 7.875      | 0.100 | 14.875 |

## Равное количество очков
По итогам выставления оценок судей у Насти Люкин и Хэ Кэсинь оказался одинаковый результат в 16,725 баллов, вследствие чего для выявления олимпийской чемпионки пришлось обратиться к дополнительным показателям. Согласно регламенту, шесть судей оценивали выступления гимнасток по 10-балльной шкале, после выставления оценок исключались наименьшая и наибольшая оценки, а средний балл от оставшихся четырёх и становился итоговой судейской оценкой. Судьи категории «E» выставляли оценки за технику: у Люкин и Хэ итоговый балл составлял 9,025.
|             | 1   | 2   | 3   | 4   | Оценка (категория E) |
| ----------- | --- | --- | --- | --- | -------------------- |
| Настя Люкин | 9.1 | 9.0 | 9.0 | 9.0 | 9.025                |
| Хэ Кэсинь   | 9.1 | 9.1 | 9.0 | 8.9 | 9.025                |

В связи с равенством баллов необходимо было снова исключить одну минимальную оценку и пересчитать средний балл: итого оставались три судейские оценки за технику (категория E), на основе которых и давался средний балл. Итог получился следующим:
|             | 1   | 2   | 3   | 4   | Оценка (категория E) |
| ----------- | --- | --- | --- | --- | -------------------- |
| Настя Люкин | 9.1 | 9.0 | 9.0 | 9.0 | 9.033                |
| Хэ Кэсинь   | 9.1 | 9.1 | 9.0 | 8.9 | 9.066                |

Итоговый средний балл Насти Люкин оказался ниже на 0,033, чем у Хэ Кэсинь, что и предрешило исход соревнований. Однако результаты вызвали критику у зрителей, которые были несогласны с решением судей: большая часть склонялась в сторону Ян Илинь, которая заслуживала победу; другие же полагали, что «домашнее судейство» лишило Настю Люкин титула олимпийской чемпионки, а Бет Твиддл — медали Олимпийских игр. Также ходили слухи, что обеим китаянкам было всего 14 лет, а не 16, как того требовали правила участия в Играх.